# That! Feels Good!
| Совокупная оценка | Совокупная оценка |
| Источник          | Оценка            |
| ----------------- | ----------------- |
| AnyDecentMusic?   | 8.4/10            |
| Metacritic        | 89/100            |
| Оценки критиков   |                   |
| Источник          | Оценка            |
| AllMusic          | [ 4 ]             |
| Financial Times   | [ 5 ]             |
| The Guardian      | [ 6 ]             |
| NME               | [ 7 ]             |
| Our Culture Mag   | [ 8 ]             |
| Pitchfork         | 8.3/10            |
| Retropop Magazine | [ 9 ]             |
| The Skinny        | [ 10 ]            |
| The Times         | [ 11 ]            |
| The Telegraph     | [ 12 ]            |

That! Feels Good! — пятый студийный альбом британской певицы Джесси Уэр, выпущенный 28 апреля 2023 года на лейбле EMI Records. Сопродюсерами альбома выступили Стюарт Прайс и Джеймс Форд, с которыми она работала над своим предыдущим альбомом What’s Your Pleasure? (2020), Уэйр написала все треки в соавторстве с Шунгудзо, Дэнни Паркером, Кларенсом Кофе-младшим, Сарой Хадсон и её продюсерами.
Альбом получил высокую оценку критиков и был номинирован на Mercury Prize 2023 года в категории «Альбом года», что стало первой номинацией Уэр на эту премию со времён её дебютного альбома. В коммерческом плане альбом Уэр вошёл в тройку лучших в британском чарте альбомов во второй раз после What’s Your Pleasure?, а также попал в американский чарт Top Album Sales, продержавшись одну неделю на шестнадцатой строчке.

## История
Альбом был выпущен 28 апреля 2023 года, через 3 года после выхода четвёртого студийного альбома Уэр What’s Your Pleasure? выпущенного в 2020 году и получившего широкое признание критиков за своё «вдохновлённое диско» звучание. Pitchfork включил грядущий альбом в список «34 самых ожидаемых альбомов 2023 года», а Марк Хоган заявил, что «Уэр осталась в пределах этой „сексуально-танцевальной“ сладкой точки» после выпуска её сингла «Free Yourself», выпущенного 19 июля 2022 года в качестве «дегустатора» альбома.

## Отзывы
Альбом That! Feels Good! получил широкое признание и положительные отзывы музыкальной критики и интернет-изданий за его «ретро-настроение», создавшее «максималистский тур-де-форс из глянцевых поп-звуков». На сайте интернет-агрегаторе Metacritic, который присваивает средневзвешенную оценку из 100 баллов рецензиям из основных изданий, альбом получил средний балл 89, основанный на 19 рецензиях, что свидетельствует о «всеобщем признании», став самым высоким рейтингом со времён её дебютного альбома Devotion. Агрегатор AnyDecentMusic? дал альбому оценку That! Feels Good! 8,4 из 10, основываясь на оценке критиков.
Рецензируя альбом для AllMusic, Энди Келлман заявил: «В вокальном плане Уэйр каким-то образом нашла другую передачу, выдавая свои самые яркие выступления и одновременно устраивая, похоже, бал со своими бэк-вокалистами». Людовик Хантер-Тилни из Financial Times похвалил альбом за переход к «более фанковому и сольному звучанию», проведя сравнение с «величественной вокальной атакой» Чаки Хан в сингле Ware «Pearls». Эрик Беннетт из Paste написал: «Отчасти Confessions on a Dance Floor Мадонны, отчасти „Money Can’t Buy You Class“ графини ЛуАнн, That! Feels Good! — это пластинка с великолепными песнями, освещёнными зеркальным шаром, и непристойной лирикой. Это лучшая коллекция работ Уэр на сегодняшний день». Алексис Петридис из The Guardian описал её как «поп-музыку, сделанную людьми, которые действительно знают, что делают».
Софи Уильямс из New Musical Express заявила, что это «лучший альбом Уэр в её карьере», назвав его «преображающим опытом».[24] Джулианна Эскобедо Шепард из Pitchfork высоко оценила его вдохновенный взгляд на диско, назвав его «альбомом возрождения жанра, который кропотливо верен своему исходному материалу, но не звучит как свёрнутое пересказывание». Константинос Паппис сравнил альбом с его предшественником в рецензии для журнала Our Culture Mag, написав, что «чувствуется, что Уэр в состоянии затронуть эмоциональность, которая была немного более сдержанной на What’s Your Pleasure?. Хотя новая пластинка создаёт впечатление, что певица с радостью живёт как через других, так и через себя, эти взаимосвязанные потребности — сбежать и соединиться — теперь имеют более глубокое обоснование». Журнал Retropop Magazine отметил: «Джесси выпустила идеальную пластинку, вдохнув глоток свежего воздуха в коммерческие чарты и отдав дань уважения иконам, которые повлияли на её путь к становлению одной из главных британских артисток последнего десятилетия. Это так хорошо!».

### Итоговые списки
| Публикация    | Список                                         | Ранг | Ссылка |
| ------------- | ---------------------------------------------- | ---- | ------ |
| Billboard     | The 50 Best Albums of 2023 So Far: Staff Picks | N/A  | [ 17 ] |
| Het Parool    | The Best Albums of 2023                        | 4    | [ 18 ] |
| Pitchfork     | The Best Music of 2023 So Far                  | N/A  | [ 19 ] |
| Pitchfork     | The 50 Best Albums of 2023                     | 22   | [ 20 ] |
| PopMatters    | The 20 Best Pop Albums of 2023                 | 1    | [ 21 ] |
| NME           | The Best Albums of 2023                        | 20   | [ 22 ] |
| Rolling Stone | Top 100 Albums of 2023                         | 18   | [ 23 ] |

### Награды и номинации
| Год  | Организация   | Награда           | Результат    | Ссылка |
| ---- | ------------- | ----------------- | ------------ | ------ |
| 2023 | Mercury Prize | Album of the Year | В шорт-листе | [ 24 ] |

## Список композиций
| №                   | Название            | Автор(ы)                                              | Длительность |
| ------------------- | ------------------- | ----------------------------------------------------- | ------------ |
| 1.                  | «That! Feels Good!» | Джесси Уэр James Ford Shungudzo Kuyimba Daniel Parker | 4:22         |
| 2.                  | «Free Yourself»     | Уэр Clarence Coffee Jr. Стюарт Прайс                  | 3:54         |
| 3.                  | «Pearls»            | Уэр Coffee Jr. Sarah Hudson Прайс                     | 4:03         |
| 4.                  | «Hello Love»        | Уэр Ford Kuyimba Parker                               | 4:42         |
| 5.                  | «Begin Again»       | Уэр Ford Kuyimba Parker                               | 5:24         |
| 6.                  | «Beautiful People»  | Уэр Ford Kuyimba Parker                               | 3:35         |
| 7.                  | «Freak Me Now»      | Уэр Coffee Jr. Прайс                                  | 3:28         |
| 8.                  | «Shake the Bottle»  | Уэр Ford Kuyimba Parker                               | 3:23         |
| 9.                  | «Lightning»         | Уэр Coffee Jr. Прайс                                  | 3:10         |
| 10.                 | «These Lips»        | Уэр Ford Kuyimba Parker                               | 4:21         |
| Общая длительность: | Общая длительность: | Общая длительность:                                   | 40:22        |

## Чарты
| Чарт (2023)                       | Высшая позиция |
| --------------------------------- | -------------- |
| Бельгия/Фландрия (Ultratop)       | 54             |
| Германия (Offizielle Top 100)     | 52             |
| Ирландия (Irish Albums Chart)     | 28             |
| Португалия (AFP)                  | 34             |
| Шотландия (Scottish Albums Chart) | 5              |
| Испания (PROMUSICAE)              | 86             |
| Швейцария (Schweizer Hitparade)   | 70             |
| Великобритания (UK Albums Chart)  | 3              |
| США (Billboard Top Album Sales)   | 16             |